# Digimon Adventure tri.
Digimon Adventure tri. (Nhật: デジモンアドベンチャーtri. Hepburn: Dejimon adobenchā Torai) là một loạt phim điện ảnh anime 6 phần thuộc thể loại phiêu lưu hành động của Nhật Bản được sản xuất năm 2015 bởi Toei Animation. Phim kỷ niệm 15 năm phát hành của dòng phim. Bộ phim đầu tiên, Saikai (再会 Hội ngộ), đã phát hành vào ngày 21 tháng 11 năm 2015 và được phát hành ở định dạng DVD và Blu-ray tại Nhật vào ngày 18 tháng 12 năm 2015. Ngoài Nhật Bản, bộ phim được chiếu online trên Crunchyroll dưới dạng gói 4 tập thành 1 tập nên tổng cộng là 24 tập. Trong thời gian công chiếu của Hội ngộ, tựa đề của loạt phim thứ hai Ketsui (決意  Quyết y) đã được thông báo phát hành vào ngày 12 tháng 3 năm 2016.

## Cốt truyện
Lưu ý: Nội dung sau đây tiết lộ một số nội dung quan trọng của phim

### Hội ngộ
Ba năm sau các sự kiện trong Digimon Adventure 02, Taichi Yagami, giờ là một học sinh trung học, thất vọng vì không có bất kì  người bạn nào có thể đến xem trận đá banh của mình. Vào ngày thi đấu, một con Kuwagamon bất ngờ xuất hiện, làm ảnh hưởng đến các thiết bị điện tử khắp thành phố. Taichi đuổi theo Kuwagamon, nhưng lại bị nó tấn công. Con Kuwagamon này đã  khiến thành phố tan nát. Vào lúc Taichi bị dồn vào chân tường, Digivice của cậu phát sáng và Digimon, chiến hữu cũ của cậu, Agumon, xuất hiện và tiến hóa thành Greymon để chiến đấu Kuwagamon. Khi hai con Digimon đi qua các cánh cổng và xuất hiện ở Haneda, Taichi được đi nhờ xe của thầy giáo Daigo Nishijima. Khi có thêm nhiều con Kuwagamon xuất hiện, những Đứa Trẻ Được Tuyển Chọn khác cùng với những Digimon chiến hữu của họ, trừ Joe, cũng tham gia cùng Taichi và đánh bại hai con Kuwagamon, trong khi một bàn tay bí ẩn xuất hiện và tóm lấy con cuối cùng.
Khi những Đứa Trẻ Được Tuyển Chọn điều tra những sự kiện bí ẩn liên quan đến sự xuất hiện của Kuwagamon, được cho là do những nhiễu động trong không gian. Taichi và Yamato ghé thăm Nishijima, là thành viên của một tổ chức chuyên theo dõi các hoạt động của Digimon, đặc biệt là những con Digimon bị lây nhiễm như con Kuwagamon xuất hiện trước đó. Taichi bắt đầu lo lắng rằng mọi người có thể bị hại vì cậu đã trở thành một Đứa Trẻ Được Tuyển Chọn. Ngày hôm sau, một Digimon màu đen bí ẩn tên là Alphamon xuất hiện, dường như nhắm vào một Digimon do Meiko Mochizuki - một cô gái vừa chuyển đến lớp của Taichi chăm sóc. Vì Alphamon quá mạnh so với các Digimon khác, Yamato thuyết phục Taichi không được chạy trốn khỏi nỗi sợ của mình, và họ đã cùng nhau kết hợp Agumon và Gabumon thành Omegamon, buộc Alphamon phải rút lui. Sau đó, Meiko tiết lộ rằng cô cũng là một Đứa Trẻ Được Tuyển Chọn, và chiến hữu của cô chính là Digimon vừa bị Alphamon truy đuổi, Meicoomon.

### Quyết tâm
Nhóm Taichi quyết định tổ chức một buổi đi chơi nhằm gắn kết tình bạn giữa họ với các Digimon cộng sự của mình. Trong lúc vui đùa, Meicoomon và Piyomon vô tình bị thất lạc khiến cho nhóm các bạn nữ gồm Sora, Mimi, Hikari và Mochizuki phải tìm kiếm khắp nơi, kể cả phòng tắm nam. Trong lúc đang bàn chuyện thiết kế trang phục cho dự án quán cafe của mình tại lễ hội trường, Mimi và Mochizuki được Koushiro thông báo về việc Orgemon xuất hiện ở Odaiba và được bảo hãy cầm chân ông ta. Trong lúc chiến đấu, Leomon đã lôi Orgemon vào vùng biến dạng. Tuy nhiên việc Mimi và Togemon tự ý tấn công Orgemon đã khiến một số máy bay bị rơi và truyền thông bất bình đã khiến Mimi cảm thấy tức giận về bản thân mình. Mimi đã có một cuộc nói chuyện thân mật với Joe về những băn khoăn trong tương lai của những đứa trẻ được chọn trong lúc hai người cảm thấy cuộc sống đầy rẫy những khó khăn. 
Lễ hội trường diễn ra một cách sôi động, các Digimon và nhóm Taichi không nằm ngoài cuộc chơi này. Những đứa trẻ hết sức bất ngờ trước sự xuất hiện của những người bạn mình. Trong lúc Mimi và Mochizuki bất cẩn, Meicoomon đã rơi vào tay cô Himekawa. Một nhân vật bí ẩn dưới ngoại hình của Ichijouji Ken đã tóm lấy Meicoomon đưa vào vùng biến dạng. Palmon, Gomamon và Leomon đã xông vào lỗ hổng và quyết chiến với hắn ta để cứu Meicoomon. Nhưng không may, việc người bí ẩn triệu hồi Imperialdramon đã khiến cho họ không phải là đối thủ, từng người một bị hạ gục dễ dàng. Trong lúc Gomamon nguy kịch, Hikari đã tìm đến Joe để khuyên bảo cậu ta. Joe đã thức tỉnh và chạy đến chỗ đồng đội mình. Điều kỳ diệu đã xảy ra khi Gomamon tiến hóa cùng cực lên thành Vikemon và Palmon tiến hóa cùng cực thành Rosemon, đồng thời đánh bại Imperialdramon. Kẻ lạ mặt trả Meicoomon cho họ với một nụ cười ác ý. Trong lúc mọi người thở phào nhẹ nhõm, Meicoomon đã thức tỉnh bản năng hắc ám và giết chết Leomon, đồng thời biến mất trước sự ngỡ ngàng của mọi người. 

### Thú nhận
Ở trong phòng làm việc của Koushiro, Takeru bất chợt phát hiện Patamon đã bị cảm nhiễm. Vì sợ những Digimon khác cũng sẽ bị lây nhiễm, Takeru đã âm thầm mang Patamon về nhà mình. Những Digimon còn lại cảm thấy không công bằng nên chúng cũng tìm cách trở về với bạn của mình. Homeostatis - người mong muốn sự ổn định đã mượn thể xác Hikari nhằm tiết lộ cho nhóm Digimon về việc khôi phục thế giới số về ban đầu hay còn gọi là "Reboot". Và sự "Reboot" sẽ tiến hành khi Meicoomon xuất hiện lần tới. Nhóm Digimon biết mình sẽ mất toàn bộ ký ức sau khi Reboot nên chúng đã tìm lại bạn đồng hành của mình nhằm vui vẻ khoảng thời gian cuối cùng.
Meicoomon xuất hiện tại vùng biến dạng và điều này đã khiến những Đứa Trẻ Được Chọn lập tức triệu tập. Dưới sức mạnh bá đạo của mình, hầu như Meicoomon không có đối thủ trong cuộc chiến này. Tuy nhiên việc từng Digimon bị cảm nhiễm đã khiến cho những đứa trẻ được chọn hoang mang tột cùng, đồng thời họ cũng được biết đến hậu quả của "Reboot". Koushiro tạo ra một vùng để backup dữ liệu, nhằm lưu các ký ức của các Digimon nhưng dường như không có tác dụng khi các Digimon đang bị mất kiểm soát. Vào những giây phút cuối cùng, Tentomon đã tiến hóa cùng cực, trở thành HerculesKabuterimon và dồn đồng đội mình vào vùng biến dạng.
Sau khi đắn đo, cuối cùng những Đứa Trẻ Được Tuyển Chọn quyết định đến Thế giới số một lần nữa để tìm những người bạn đồng hành của mình mà không có Mochizuki.   

### Mất mát
Tập phim mở đầu với cảnh cô Himekawa và thầy Nishijima thuở còn là những đứa trẻ được chọn. Họ đang phải đối mặt với nguy cơ thế giới diệt vong bởi các Dark Masters - những thuộc hạ dưới trướng của Apocalymon. Trong lúc mọi thứ gần như sụp đổ, bốn vị thần xuất hiện đã chống lại các Dark Masters và Digimon của Himekawa trở thành vật hiến tế. Điều này khiến cho Digimon của cô không thể tái sinh.
Nhóm Taichi làm quen những Digimon của mình khi chúng hoàn toàn mất đi các ký ức một cách rất dễ dàng, duy chỉ có Piyomon không mấy thiện cảm với Sora và luôn xa lánh cô. Meicoomon từ trong lùm cây đã khóc rất nhiều khi không thấy Mochizuki đâu vì Meicoomon không bị mất đi ký ức, điều này khiến Taichi đuổi theo nó nhưng bất thành. Trong lúc Taichi và Yamato đang đi theo an ủi Sora thì Mugendramon xuất hiện và tấn công họ. Taichi, Yamato và Koushiro ép các Digimon của mình tiến hóa nhưng bất thành. Nhóm Taichi bị Mugendramon nã pháo khiến họ bị tách ra thành nhiều nhóm nhỏ. Trong lúc Sora và Piyomon chưa thể gắn kết thì họ phát hiện Mochizuki cũng bị đưa đến Thế giới số. Trong lúc đốt lửa và ngồi trò chuyện với nhau, Meicoomon xuất hiện và oán trách Mochizuki rất nhiều, tuy nhiên họ đã làm lành nhanh chóng. Mugendramon một lần nữa lại xuất hiện và tấn công Sora và Mochizuki, đồng thời kẻ lạ mặt thực chất là Gennai - người luôn giúp đỡ họ trong quá khứ đã lộ diện. Trong lúc bị Gennai khống chế, Piyomon đã ra tay cứu cô ấy. Nhóm Taichi cũng đã hội ngộ thông qua các cánh cổng khác. Những đứa trẻ chạy thoát được Mugendramon và lên một chiếc thuyền lớn. Tuy nhiên để an toàn, họ bắt buộc phải tách thành 3 nhóm khác nhau. Piyomon dần hiểu được con người Sora nên họ đã làm lành với nhau. Taichi, Yamato và Hikari chiến đấu với Metalseadra còn nhóm Joe, Koushiro, Mimi và Takeru thì ngăn chặn Mugendramon. Trong lúc này, Himekawa đã tìm được Bakumon, nhưng Bakumon lại không hề biết gì đến cô ấy. Điều này khiến cho Himekawa vừa hụt hẫng vừa nổi điên đi tìm Bakumon cho bằng được. Nhóm Taichi đã không thể đánh bại Metalseadramon khi Digimon của họ không thể tiến hóa cùng cực. Trong lúc gần đuối nước, nhờ tình bạn gắn kết của mình, Taichi và Yamato đã thức tỉnh được tinh thần và điều này đã khiến Agumon và Gabumon tiến hóa. Họ đã đánh bại được Metalseadramon và Plotmon tiến hóa thành Tailmon đã cứu Hikari trong phút chốc.
Sora đã vô tình bỏ mặc Mochizuki lại thuyền và đến chỗ Joe. Khi Piyomon bị Mugendramon bắt, Sora đã tay không chiến đấu với hắn. Chính vì tinh thần này mà Piyo đã tiến hóa cùng cực thành Hououmon và giải cứu cô. Hououmon cùng với HerculesKabuterimon và Seraphimon cùng hợp sức tiêu diệt Mugendramon. Tuy nhiên họ quên việc Gennai cần làm là có được Meicoomon chứ không phải đánh nhau. Gennai đã kịp thời đến chỗ Mochizuki và hành hạ cô, bắt buộc Meicoomon phải thức tỉnh bản năng hắc ám của mình nếu muốn cứu Mei. Meicoomon đã thức tỉnh sức mạnh bóng tối của mình và trở thành Meicrackmon điên loạn.

### Cộng sinh
Meicrackmon không còn nhận ra Mochizuki và thậm chí đã tấn công cô, tuy nhiên nhờ Taichi cứu mà cô vẫn an toàn. Sức mạnh của Meicrackmon đã mở nhiều cổng không gian đưa các Digimon bị nguyền rủa đến với thế giới loài người. Ở thế giới thực, Hackmon đã tiết lộ về thân thế thực sự của Meicoomon và nguy cơ tận thế đến với con người. Những đứa trẻ được chọn lang thang khắp thế giới số và bị thế giới này gây ra không ít khó khăn nhưng cuối cùng họ vẫn trở lại được thế giới của mình nhờ vào Gennai. Tại đây, họ bị cảnh sát bắt vì "nuôi" Digimon khi cả thế giới không thiện cảm với sinh vật này, nhưng họ đã được thầy Nishijima bảo lãnh an toàn và đưa về trường học.
Meicrackmon một lần nữa xuất hiện. Nhóm Taichi và Mochizuki đã ra sức ngăn chặn Meicrackmon vì họ vẫn tin tưởng vào tấm lòng chân thành của Meicoomon. Jesmon xuất hiện và thực hiện hành động "xóa sổ" Meicoomon trước khi quá muộn. Meicrackmon đã tiến hóa cùng cực thành Raguelmon và cho Jesmon "ăn hành" tơi tả mặc dù Jesmon rất mạnh. Trong lúc đánh nhau, Raguelmon đã bảo vệ Mochizuki khi Jesmon sắp rơi trúng cô. Nhận thức được việc này, nhóm Taichi đã cùng nhau chiến đấu với Jesmon để bảo vệ Ragualmon bằng mọi giá. Homeostatis một lần nữa mượn thân xác Hikari cảnh báo về nguy cơ nếu như họ vẫn tiếp tục hành động chống phá của mình.
Jesmon đã thành công trong việc bắt Raguelmon về Thế giới số. Nhóm Taichi đã đuổi theo họ. Tại đây, có thêm sự xuất hiện của Alphamon và Alphamon đã đánh nhau với Jesmon. Raguelmon không phân biệt được đâu là thù đâu là bạn nên đánh một cách theo cảm tính. Jesmon đã thành công trong việc đánh Raguelmon bất động và tiến thành thực hiện phán quyết của mình. Tuy nhiên, Alphamon đã làm chệch hướng phán quyết này. Mochizuki vì quá nóng vội nên cô đã lao vào cuộc ẩu đả, Taichi và thầy Nishijima đã đuổi theo cô. Trong lúc bị phán quyết thực thi, Taichi đã cứu Mochizuki và vô tình rơi vào hư không cùng với thầy Nishijima. Omegamon nghe lời Taichi nên đã đem Yamato và Mochizuki đến nơi an toàn. Raguelmon cũng bị đánh trọng thương.
Trong lúc buồn bã, thất vọng tột cùng, Hikari đã vô cùng làm cạn kiệt ánh sáng bên trong trái tim, điều này khiến Tailmon tiến hóa cùng cực theo hướng hắc ám thành Ophanimon. Ophanimon đã hấp thụ Raguelmon và Ordinemon đã được khai sinh theo đúng kế hoạch của Yggdrasil. Ordinemon trở thành một nhân vật phản diện thuộc hàng khủng của các series Digimon trừ trước đến nay.

### Tương lai của chúng ta
Nhóm Yamato đã thành công trong việc trở về thế giới loài người. Sự xuất hiện của Ordinemon cùng các Digimon bị nguyền rủa đã khiến thế giới chìm trong hỗn loạn. Trước sự tấn công của Ordinemon, nhóm Yamato đã ra sức tấn công nó nhưng dường như không hề hấn gì. Hackmon xuất hiện và đưa ra giải pháp cuối cùng để cứu thế giới chính là "Reboot thế giới thực". Koushiro đã nhận thức được tác hại to lớn nếu như sự việc này xảy ra nên cậu đã lao vào nghiên cứu tìm một giải pháp khác. Trong khi đó ở Thế giới số, Taichi và thầy Nishijima (lúc này bị thương nặng) đã phát hiện ra nhóm Daisuke vẫn còn sống và họ tìm cách đưa tất cả về thế giới thực. Còn về phần mình, họ chỉ có thể sống sót một người vì chỉ còn một khoang chứa duy nhất. Thầy Nishijima đã dụ dỗ Taichi lên chiếc khoang chứa đó và ông đã hi sinh.
Hikari tỉnh dậy và cùng Takeru đi tìm Tailmon. Họ bị Gennai và Devimon tấn công kịch liệt. Trong lúc trốn chạy, Hikari cảm nhận được một giấc mơ kỳ lạ: ở đó Tailmon đã nói một câu rằng mọi ánh sáng đều ở trong Meicoomon. Về phần nhóm Yamato, họ đã cùng nhau quyết tâm hạ gục Ordinemon để cứu Meicoomon và Tailmon nhưng dường như mọi nỗ lực đều trong vô vọng. Nhận được thông điệp của Hikari, Koushiro phát hiện ra rằng dữ liệu của tất cả các Digimon trước khi bị "Reboot" đều nằm ở trong Meicoomon nên cậu ta mới có sức mạnh khủng khiếp đến như vậy. Tuy nhiên, để mở khóa được tập dữ liệu này cần một mật khẩu. Sau khi suy ngẫm đủ loại, Mochizuki đã đưa ra mật khẩu chính xác là "dandan" - từ đầu tiên Mei đã dạy cho Meicoomon lần đầu gặp nhau. Dữ liệu được mở khóa và các Digimon đã được hoàn trả toàn bộ ký ức, đồng thời Tailmon cũng được giải thoát khỏi Ordinemon. Ordinemon toan định bỏ chạy về vùng biến dạng nhưng đã bị ngăn chặn bởi Jesmon, đồng thời quá trình "Reboot thế giới thực" cũng bị hủy bỏ. Tưởng mọi thứ đã kết thúc, Meicoomon vẫn không trở về nguyên hình do bị Yggdrasil tận dụng khoảng trống trong dữ liệu để thức tỉnh bóng đêm một lần nữa. Taichi bình an trở về và những đứa trẻ đã quyết tâm chiến đấu vì tương lai của nhân loại. Riêng Hikari lúc đầu có vẻ không đồng tình nhưng cũng ủng hộ quyết định của anh trai. Các Digimon tiến hóa cùng cực một lần nữa. Tailmon lấy lại được ánh sáng trong tim và tiến hóa cùng cực thành Holydramon. Cuối cùng, Omegamon Merciful Mode khai sinh nhờ vào sự kết hợp của 8 Digimon cùng cực lại với nhau và họ đã kết liễu Ordinemon. Trong hư không, Meicooon xuất hiện sau lưng Mochizuki và cảm ơn cô vì đã giải thoát cho mình.
Cuối phim, Mochizuki đã trở về Tottori. Nhóm Taichi đã gửi quà Noel và điện đài hỏi thăm cô ấy. Họ khẳng định sẽ vẫn mãi là những người đồng đội tốt dẫu cho sau này ai cũng sẽ có con đường riêng cho mình./.
--Hết phim--

## Phân vai
| Nhân vật        | Lồng tiếng Nhật   |
| --------------- | ----------------- |
| Yagami Taichi   | Natsuki Hanae     |
| Ishida Yamato   | Yoshimasa Hosoya  |
| Takenouchi Sora | Suzuko Mimori     |
| Izumi Koushiro  | Mutsumi Tamura    |
| Tachikawa Mimi  | Hitomi Yoshida    |
| Kido Jou        | Junya Ikeda       |
| Takaishi Takeru | Junya Enoki       |
| Yagami Hikari   | Mao Ichimichi     |
| Meiko Mochizuki | Miho Arakawa      |
| Agumon          | Chika Sakamoto    |
| Gabumon         | Mayumi Yamaguchi  |
| Piyomon         | Katori Shigematsu |
| Tentomon        | Takahiro Sakurai  |
| Palmon          | Kinoko Yamada     |
| Gomamon         | Junko Takeuchi    |
| Patamon         | Miwa Matsumoto    |
| Tailmon         | Yuka Tokimitsu    |
| Meicoomon       |                   |

### Người lớn (?)
| Nhân vật         | Lồng tiếng Nhật  |
| ---------------- | ---------------- |
| Maki Himekawa    | Yuko Kaida       |
| Daigo Nishijima  | Daisuke Namikawa |
| Người dẫn chuyện | Hiroaki Hirata   |
| Người tuyên bố   | Chiaki Matsuzawa |

## Phát triển
Loạt phim mới lần đầu tại sự kiện kỷ niệm lần thứ 15 Digimon Adventure vào ngày 1 tháng 8 năm 2014. Chi tiết câu chuyện thông báo vào ngày 7 tháng 9 năm 2014 sau khi đủ người hâm mộ tham gia vào một trò chơi trên trang web chính thức. Phim của đạo diễn Motonaga Keitaro viết kịch bản của Kakihara Yuuko và do Uki Atsuya thiết kế nhân vật

## Giải thích một số nhân vật

### Yggdrasil và Homeostatis
Xuất hiện lần đầu trong Digimon Savers, Yggdrasil là siêu máy tính khổng lồ có trí tuệ cực cao, với vai trò là vận hành toàn bộ Thế giới số. Yggdrasil được bảo vệ bởi 13 Hiệp sĩ Hoàng gia (còn gọi là các Royal Knights, đứng đầu bởi Omegamon) cực kỳ hùng mạnh, là thuộc hạ đắc lực giúp Yggdrasil củng cố vị thế của mình. Tuy nhiên, Yggdrasil luôn tham vọng đồng hóa Thế giới số với thế giới thực vì hắn cho rằng con người là một sinh vật yếu ớt và sẽ chẳng làm được gì nếu không có Digimon. Trong phim, Yggdrasil không xuất hiện trực tiếp mà gián tiếp thông qua việc kiểm soát Gennai thực thi dã tâm của mình. Alphamon cũng là một tay sai đắc lực của Yggdrasil.
Trái ngược với Yggdrasil, Homeostatis là người luôn muốn sự bền vững và ổn định. Homeostatis cũng chính là nhân vật chọn nhóm Taichi trở thành những đứa trẻ được chọn, giúp củng cố lý tưởng của mình. Trong phim, Homeostatis cũng xuất hiện gián tiếp thông qua sứ giả là Hackmon và nói chuyện với mọi người thông qua thể xác của Hikari. Jesmon chính là thể Cùng cực của Hackmon.
Trong phim, hai thế lực này đối đầu nhau một cách gây cấn ngầm. Nếu như Yggdrasil muốn dùng Meicoomon làm công cụ phá hủy thế giới thì Homeostatis lại muốn tiêu diệt Meicoomon nhằm tránh tai họa về sau, mặc dù ban đầu Homeostatis chọn Mochizuki để chỉ kiểm soát Meicoomon mà thôi. Những đứa trẻ được chọn ban đầu vì muốn bảo vệ Meicoomon mà gây ra không ít khó dễ với Jesmon và Homeostatis, sau cùng họ đành phải chấp nhận sự thật để giải thoát cho Meicoomon theo đúng lời phán xét của ông ta.

### Meicoomon
Meicoomon (hay còn gọi là Mei-chan, Meico-han hay Libra) xuất hiện ở đầu phim trong hình dáng giống như một con mèo với ngoại hình vô cùng dễ thương và đáng yêu. Tính cách Meicoomon hòa đồng, vui vẻ và có chút rụt rè. Điều này khiến fan hâm mộ có cái nhìn thiện cảm ngay từ lần đầu tiên.
Thực chất, Meicoomon được tạo ra từ một phần dữ liệu còn sót lại của Apocalymon - trùm cuối trong Digimon Adventure, nói cách khác Meicoomon đang nắm giữ mặt tối của cả Thế giới số - theo lời của Hackmon. Meicoomon chứa đựng một sức mạnh kinh hoàng bên trong một thân hình đáng yêu và chỉ tạm thời bị kìm hãm khi ở gần Mochizuki. Chính điều này mà Meicoomon bị Yggdrasil lợi dụng và khi đã hoàn toàn thức tỉnh bản năng bóng tối thì Meicoomon cũng không thể nhận ra được bạn đồng hành của mình - Mochizuki.
Meicoomon là Digimon ở thể Trưởng thành và có hai trạng thái là mặc định và hắc ám. Meicoomon ở thể Hoàn hảo có tên là Meicrackmon và Raguelmon ở thể Cùng cực.

### Ophanimon
Ophanimon là Digimon Quỷ thần ở thể Cùng cực được khai sinh khi ánh sáng trong Hikari bị che lấp bởi sự tuyệt vọng tột cùng. Khi đó, bóng tối dễ dàng xâm nhập và khiến Tailmon mất đi cái thiện trong mình.
Trong phim, Ophanimon đã kết hợp với Raguelmon trở thành Ordinemon hùng mạnh.

### Ordinemon
Ordinemon là Digimon Quỷ thần được kết hợp bởi Ophanimon và Raguelmon. Digimon có hình dạng giống như một yêu tinh với bốn chiếc cánh cỡ đại. Trái với sự lanh lợi, nham hiểm, thủ đoạn của những "trùm cuối", Ordinemon có phần hơi ngô nghê và hoàn toàn không có bất kỳ kế hoạch nào. Ordinemon chỉ biết phá hoại mọi thứ trên đường đi và những ai cản chân mình. Tuy nhiên, Ordinemon vẫn có một chút phản ứng với Mochizuki khi cô ấy đi đến bất kỳ nơi nào.